# Menhir de Keroland
Le menhir de Keroland est un menhir situé à Guérande, en France.

## Caractéristiques
Le menhir de Keroland est un menhir isolé. Il mesure environ 2,10 m de hauteur, pour plus d'1 m de largeur et d'épaisseur.

## Localisation
Le Menhir de Keroland est situé sur la commune de Guérande, en Loire-Atlantique, à 3 km au nord-ouest de la ville proprement dite, à proximité du lieu-dit de Keroland.
Il est accessible par un sentier traversant une parcelle cultivée.